# Ottaviano Poli dei conti di Segni
Ottaviano (data incerta - 5 de abril de 1206) foi um cardeal italiano, Deão do Sagrado Colégio dos Cardeais.

## Biografia
Os primórdios da carreira eclesiástica de Ottaviano são mal compreendidos. Sabe-se que foi legado papal na França, em 1179, convocando os bispos para um concílio em Lyon. Em 1182, ele foi nomeado pelo Papa Lúcio III cardeal-diácono dos Santos Sérgio e Baco. Entre 1186 e 1187 ele foi núncio papal na Inglaterra e na França, tentando acabar, sem sucesso, com o conflito entre Henrique II da Inglaterra e Filipe II da França.
De volta à Itália, ele foi núncio papal no Ducado de Espoleto junto a Conrado II, em seguida, na Sicília, e novamente na Normandia. Em 1191 ele foi enviado pelo Papa Celestino III, na Normandia, em conjunto com o cardeal Giordano dei Conti di Ceccano, para convencer o Lord Chancellor William Longchamp, regente em nome do rei Ricardo Coração de Leão, que se dedicava a Terceira Cruzada, para mediação entre o arcebispo de Rouen, Gautier de Coutances, e os seguidores de João Sem Terra.  A missão foi um fracasso: com os dois legados na Normandia, os normandos se recusaram a aceitá-los com medo de que por trás da missão estivesse abrigado fins ocultos do rei francês, Filipe II. Ottaviano, em seguida, excomungou os normandos e lançou um interdito contra a sua terra. O cardeal Giordano se disse contrário a esta medida e foi expulso da França por ordem do rei para que o papa e, a fim de evitar outras complicações, impusesse a Ottaviano a retirada da excomunhão e do interdito, proibindo os dois cardeais de chegar na Normandia. De volta à Itália, ele liderou as negociações em Roma entre o Papa Celestino III e o imperador Henrique VI.
Foi com o legado papal Cardeal Gerardo de Sant'Adriano para Espoleto convencer o Duque de se apresentar a Santa Sé, que ocorreu após uma ameaça de excomunhão. Em 1199 ele fazia parte de uma comissão de cardeais encarregados das negociações com o Reino da Sicília junto a Markward von Annweiler, senhor de Palermo. No ano seguinte, ele foi núncio papal na França para tentar reconciliar o rei Felipe II com a noiva rejeitada Ingeburge da Dinamarca. Ele retornou a Roma em 1201 e lá permaneceu até sua morte. Em 1200 ele tornou-se Decano do Colégio Sagrado.

## Conclaves
- Eleição papal de 1185 - participou da eleição do Papa Urbano III
- Eleição papal de outubro de 1187 - participou da eleição do Papa Gregório VIII
- Eleição papal de dezembro de 1187 - participou da eleição do Papa Clemente III
- Eleição papal de 1191 - participou da eleição do Papa Celestino III
- Eleição papal de 1198 - participou da eleição do Papa Inocêncio III